# Heinrich Held
Pour les articles homonymes, voir Held.
Heinrich Held (né le 6 juin 1868 à Erbach im Taunus - décédé le 4 août 1938 à Ratisbonne). Homme politique allemand catholique, Ministre-Président de Bavière, exclu de son poste en 1933 par le régime national-socialiste.
Heinrich Held était membre du Bayerische Volkspartei dont il était un des fondateurs en 1918. Il est le candidat du parti à l'élection présidentielle allemande de 1925.